# Pedro de Mendoza
Pedro de Mendoza y Luján (c. 1487. – 23. lipnja 1537.) bio je španjolski konkvistador, vojnik i istraživač, te prvi vojni upravitelj (špa. adelantado) regije Río de la Plata u Argentini. Pedro de Mendoza smatra se osnivačem grada Buenos Airesa na prostoru kojega je ekspedicija pod njegovim vodstvom osnovala "Ciudad de Nuestra Senora Santa María del Buen Ayre", 2. veljače 1536. (prema nekim izvorima 3. veljače 1536.), prvotno zamišljen kao utvrdu za stratešku kontrolu regije.  
Pedro de Mendoza porijeklom je iz plemićke obitelji iz grada Guadix u pokrajini Granada. Godine 1534. krenuo je u osvajačku ekspediciju na Južnu Ameriku s otprilike 2000 ljudi i 13 brodova, te nakon oluje koja je zahvatila brodove njegove ekspedicije kod obale Brazila, 1535. stiže u Rio de la Plate i 1536. osniva utvrdu koja će kasnije postati grad, Buenos Aires.  
U području Rio de la Plate Španjolci su susreli oko tri tisuće pripadnika plemena (Querandí) koje je živjelo na tom području, i koji su u početku pomogli Španjolcima sa svojim zalihama hrane, a čije su gostoprimstvo Španjolci ubrzo iskoristili. To je uzrokovalo time što se lokalno stanovništvo počelo odseljavati, na što je Mendoza poslao vojsku sa svojim bratom na čelu. U sukobu koji je nastao poginuo je Mendozin brat, a lokalna plemena su sklopila savez protiv Španjolaca, te počela napadati koloniju. Španjolci su se borili i s gladi koja je zavladala kolonijom. Mendoza narušenog zdravlja (sifilis) odlučio je otploviti za Španjolsku tražiti pojačanja, te je postavio za svoga nasljednika Juan de Ayolasa koji je kasnije otplovio uzvodno rijekom Paranom, pobijedio i potpisao mir s plemenom Guaraní, te 1537. osnovao grad Asuncion (danas glavni grad Paragvaja).       
Mendoza je na putovanju za Španjolsku preminuo.